# Komitádes
Komitádes, en grec moderne : Κομιτάδες-Κομητάδες, est un village du dème de La Canée, en Crète, en Grèce. Selon le recensement de 2011, la population de Komitádes compte 46 habitants. Le village est situé à une altitude de 200 m.

## Recensements de la population
| Recensements | 1900 | 1920 | 1928 | 1940 | 1951 | 1961 | 1971 | 1981 | 1991 | 2001 | 2011 |
| ------------ | ---- | ---- | ---- | ---- | ---- | ---- | ---- | ---- | ---- | ---- | ---- |
| Population   | 291  | 253  | 168  | 128  | 127  | 174  | 138  | 83   | -    | 73   | 53   |